# Charles W. Jones
Charles William Jones, född 24 december 1834 i Balbriggan, Irland, död 11 oktober 1897 i Dearborn, Michigan, var en amerikansk demokratisk politiker. Han representerade delstaten Florida i USA:s senat 1875-1887.
Fadern, en engelsk kirurg, dog när Jones var ett barn. Han utvandrade sedan 1844 till USA tillsammans med sin mor.
Jones flyttade 1854 till Florida. Han studerade juridik och inledde 1857 sin karriär som advokat. Han förlorade i kongressvalet 1872 mot William J. Purman. Jones efterträdde 1875 Abijah Gilbert som senator. Han omvaldes 1881.
Jones dog på ett mentalsjukhus i Michigan. Hans grav finns på Saint Michael's Cemetery i Pensacola.